# Monte Incudine
El monte Incudine, con una altura de 2.134 m, es la cumbre de más de 2000 m situada más al sur de Córcega y está incluido en la ruta del GR20 por las grandes montañas de la isla. Córcega tiene cerca de 120 picos que superan los 2.000 m de altitud de entre los cuales los más conocidos son el monte Cinto (2706 m), la Paglia Orba (2525 m) el monte Rotondo (2622 m), el monte de Oro (2389 m), el monte Renoso (2352 m) y el monte Incudine (2134 m).
La ruta típica para su ascensión sigue el río de Asinao dirigiéndose valle arriba hasta el refugio de Asinao (1536 m) y de este a la cresta suroeste que conduce a la cumbre. En total unas 4 horas y pico de ruta hasta la cumbre, superando un desnivel de 1234 m.